# Coermotibo (rivier)
De Coermotibo is een riviertje in Suriname dat van de grensstreek tussen Sipaliwini en  Marowijne naar de Cottica stroomt.
Ook mondt zij gedeeltelijk uit in de Marowijne, want bij Moengotapoe bevindt zich een bifurcatie. De Coermotibo stroomt aan de rechterkant verder als de eigenlijke Coermotibo en aan de linkerkant ontstaat de Wanekreek.